# Steiner Spielwarenfabrik
Die Steiner GmbH Spielwarenfabrik (auch Steiner Plüschtiere) aus Georgenthal ist ein Hersteller von handgefertigten Plüschtieren und Teddybären mit über hundertzwanzigjähriger Familientradition.

## Produkte
Die Hauptprodukte des Thüringer Unternehmens sind Plüschtiere. Sie werden vor Ort in der eigenen Designabteilung entworfen, realisiert und von Hand gefertigt. Dies gilt auch für die Teddybären, die zu einem Großteil in limitierter Auflage für Sammler entwickelt und produziert werden. Bisher wurden mehr als 1.000 unterschiedliche Plüschtiere von Steiner hergestellt.
Die Produktpalette des Unternehmens umfasst Kuscheltiere, Schaukel-, Schwing- und Liegetiere, Sammlerartikel und Sonderanfertigungen, Kostüme für Walking Acts sowie große Plüschtiere mit elektromechanischem Antrieb. Markenzeichen der Steiner GmbH Spielwarenfabrik ist die schwarze Katze, die den Buchstaben N im Unternehmenslogo bildet.
Der Werksverkauf in Georgenthal ist barrierefrei zugänglich, Blinde und Sehbehinderte schätzen das taktile Erlebnis bei den kostenlosen Führungen. Seit 2011 werden die Steiner-Produkte auch in einem eigenen Onlineshop vermarktet. Bei etwa 20 Prozent des Sortiments wird Bio-Baumwolle für den Kuscheltierstoff eingesetzt.

## Geschichte
→ Hauptartikel siehe Franz Schmidt & Co.
Die Ursprünge der Steiner GmbH Spielwarenfabrik reichen bis in das Jahr 1889 zurück, als Franz Schmidt Mitbegründer der Puppenfabrik Franz Schmidt & Co. wurde.
Nach dem Mauerfall und der Wiedervereinigung wurde die Spielwarentradition am 1. Oktober 1990 mit der Gründung der Steiner GmbH Spielwarenfabrik fortgeführt. Die Geschäftsführung übernahm Helga Steiner. Produziert wurden hochwertige Spielwaren aus Plüsch, zunächst noch in den ehemaligen Produktionsstätten der Firma Franz Schmidt. Im Jahr 1993 schloss sich Harald Steiner der Steiner GmbH an. Im gleichen Jahr wurde mit dem Betriebsneubau begonnen, um eine moderne Fertigung zu garantieren. Später wurden alle ehemaligen Betriebsgebäude der Firma Franz Schmidt von der Treuhand zurückgekauft, um dort Fertigung und Lager unterzubringen.
Seit 2004 wird das Familienunternehmen in der vierten Generation von Susanne Bier, der Tochter von Helga und Harald Steiner, geleitet.

## Trivia
Zu den Ice-Age-Filmen lieferte Steiner große Plüschausgaben des Faultiers Sid. Zum 60. Geburtstag der ARD fertigte die Georgenthaler Plüschmanufaktur eine überlebensgroße Maus und den Elefanten aus der Sendung mit der Maus, die im „ARD-Infocenter“ auf der IFA Berlin präsentiert wurden. Zum Sortiment von Steiner gehört auch der Linux-Pinguin Tux.